# Irine Kharisma Sukandar
Irine ou Irene Kharisma Sukandar est une joueuse d'échecs indonésienne née le 7 avril 1992. Elle a remporté deux fois le championnat d'Asie d'échecs (en 2012 et 2014) et obtenu le titre de maître international en 2014.
Au 1er octobre 2016, elle est la première joueuse féminine en Indonésie, troisième parmi tous les joueurs indonésiens et 42e joueuse mondiale féminine avec un classement Elo de 2 432.
Elle a participé au championnat du monde d'échecs féminin en 2015 (éliminée au premier tour par Salomé Melia) et est qualifiée pour le championnat du monde féminin de 2014 grâce à ses deux titres de championne d'Asie.

## Compétitions par équipe
Irine Kharisma Sukandar a représenté l'Indonésie lors de cinq olympiades féminines : en 2004, elle remporta la médaille d'argent au troisième échiquier, puis elle joua au premier échiquier de l'Indonésie en 2006, 2008, 2010 et 2014.